# Birger Bäckström
Nils Birger Bäckström, född 10 februari 1937 i Luleå, död 23 oktober 2016 i Malmköping, var en svensk jurist och ämbetsman.
Bäckström blev juris kandidat vid Stockholms universitet 1962 och gjorde tingstjänstgöring 1962–1965. Han var anställd vid Svenska stadsförbundet 1965–1968, Svenska Kommunförbundet 1968–1972 och Svenska Arbetsgivareföreningen 1972–1975. Bäckström var sektionschef vid Landstingsförbundet 1975–1977 och förhandlingsdirektör där 1977–1983. Han var generaldirektör för Arbetsgivarverket 1983–1991 och landshövding i Skaraborgs län 1991–1997.